# Michelle Carter
Michelle Denee Carter (ur. 12 października 1985 w San Jose) – amerykańska lekkoatletka specjalizująca się w pchnięciu kulą. Córka kulomiota i futbolisty Michaela Cartera.
W 2001 zdobyła srebrny medal mistrzostw świata juniorów młodszych. Trzy lata później sięgnęła po złoto mistrzostw świata juniorów. Wicemistrzyni strefy NACAC w gronie młodzieżowców z Santo Domingo (2006). W 2008 reprezentowała USA podczas igrzysk olimpijskich w Pekinie, gdzie zajęła 15. miejsce w finałowym konkursie pchnięcia kulą. Szósta zawodniczka mistrzostw świata (Berlin 2009). Brązowa medalistka igrzysk panamerykańskich (2011) i halowych mistrzostw świata (2012). Zajęła 5. miejsce w finale igrzysk olimpijskich w Londynie w 2012 roku. W 2013 była czwarta na mistrzostwach świata w Moskwie. W 2015 zdobyła brązowy medal na mistrzostwach świata w Pekinie. Halowa mistrzyni świata z Portland (2016). Mistrzyni olimpijska z Rio de Janeiro (2016) i trzecia kulomiotka z mistrzostw świata z Londynu (2017).

## Rekordy życiowe
- pchnięcie kulą – 20,63 (2016) były rekord USA
- pchnięcie kulą (hala) – 20,21 (2016) były rekord Ameryki Północnej